# Alionoctula wattsi
Alionoctula wattsi is een vleermuis uit het geslacht Alionoctula die voorkomt in het zuidoosten van Papoea-Nieuw-Guinea en op het nabijgelegen eiland Samarai. Deze soort is genoemd naar de bioloog Christopher Watts van het South Australian Museum.
A. wattsi is een kleine soort met een lange vacht en bleke punten aan de haren op de buik. De kop-romplengte bedraagt 36,0 tot 40,0 mm, de staartlengte 27,6 tot 31,6 mm, de voorarmlengte gemiddeld 30,9 mm, de lengte van het scheenbeen 11,7 tot 12,9 mm, de oorlengte 10,0 tot 12,0 mm en het gewicht 3,3 g.